# سان آنتونیو اوست
سان آنتونیو اوست (به اسپانیایی: San Antonio Oeste) یک منطقهٔ مسکونی در آرژانتین است که در San Antonio Department واقع شده‌است. سان آنتونیو اوست ۱۶٬۲۶۵ نفر جمعیت دارد و ۳ متر بالاتر از سطح دریا واقع شده‌است.